# Joe Taslim
Johannes Taslim, känd professionellt som Joe Taslim, född 23 juni 1981 i Palembang i Sumatra Selatan, är en indonesisk skådespelare, kampsportare och fotomodell. Bland hans skådespelarroller inom filmvärlden märks Jaka i The Raid – Uppgörelsen (2011), Jah i Fast & Furious 6 (2013), Manas i Star Trek Beyond (2016) och Sub-Zero i Mortal Kombat (2021). Han spelar utöver detta även huvudrollen som Li Yong i TV-serien Warrior.

## Filmografi (i urval)

### Filmer
- 2011 – The Raid – Uppgörelsen
- 2012 – Dead Mine
- 2013 – Fast & Furious 6
- 2016 – Star Trek Beyond
- 2018 – The Night Comes for Us
- 2021 – Mortal Kombat
- 2025 – Mortal Kombat 2

### TV-serier
- 2019–2023 – Warrior (TV-serie)
- 2023 – Blindspotting (TV-serie)